# Алтунян Генріх Ованесович
Ге́нріх Оване́сович Алтуня́н  (24 листопада 1933, Тбілісі — 30 червня 2005, Ізраїль) — народний депутат України 1-го скликання, дисидент та політв'язень радянських часів.

## Біографія
Генріх Алтунян народився 24 листопада 1933 року в місті Тбілісі Грузинської РСР, у вірменській родині. У 1944 він разом зі своєю родиною переїхав до Харкова. З 1951 до 1956 Генріх Алтунян навчався в Харківському вищому авіаційно-інженерному військовому училищі, за освітою інженер-радіотехнік. У 1956 він переїхав за призначенням до міста Узина Київської області, де працював військовим інженером. У 1961 році Генріх Алтунян повернувся до Харкова і працевлаштувався завідувачем відділу Харківського вищого командного авіаційного училища, де він потім обіймав посади завідувача лабораторією та викладача.
Генріх Алтунян був членом КПРС активним та ідейним комуністом, парторгом кафедри. Мав звання майора, готувався до захисту кандидатської дисертації, Однак після усунення Микити Хрущова з посади першого секретаря КПРС у 1964 році він «відхилився від партійної лінії» — на партзборах кафедри відкрито заявив свою недовіру новому керівництву КПРС, вказавши на недемократичні методи усунення Хрущова. Після цього почалося його зближення з українськими та московськими дисидентськими колами, зокрема з генералом Петром Григоренком, Петром Якіром та Леонідом Плющем. У 1968 році Алтунян був звільнений зі служби та виключений з лав КПРС за зв'язок з дисидентами та поширення листа академіка Сахарова.
Домагався відновлення в партії, дійшов до ЦК КПРС. Комісія партійного контролю його апеляцію відхилила. Алтунян записав «бесіди» та передав їх у самвидав.
Алтуняну вдалося знайти роботу — він працював старшим інженером харківської дільниці пусконалагоджувального управління «Оргенергоавтоматика».
Після арешту в Ташкенті Григоренка Алтунян у травні 1969 р. вступив до Ініціативної групи захисту прав людини в СРСР. Підписав відкритого листа до громадськості на захист Григоренка і кримських татарів, а потім листа в ООН з приводу порушень прав людини в СРСР. У червні 1969 в числі десятьох правозахисників звернувся з листом до Міжнародної наради комуністичних і робітничих партій. Підписав листи на захист І. Яхимовича.
11 липня 1969 р. був заарештований. Звинувачений за ст. 62 ч. 1 КК УРСР «Антирадянська агітація і пропаганда», але згодом КГБ змінив статтю на 187-1 КК УРСР.
26 листопада того ж року він був засуджений Харківським обласним судом до трьох років таборів загального режиму і з порушенням виправно-трудового законодавства спрямований у табір за межі УРСР — у Нижній Інгаш Красноярського краю РРФСР.
У 1972 р. Алтунян після звільнення повернувся до Харкова, почав працювати слюсарем підприємства «Кінотехпром». Продовжував читати і розповсюджувати самвидав. Брав участь у підписних компаніях.
24 грудня 1978 р. Алтунян був попереджений у Харківському обласному управлінні КГБ.
16 грудня 1980 р. його було знову заарештовано. 31 березня 1981 р. Харківський облсуд засудив Алтуняна за ст. 62 ч. 1 КК УРСР до 7-річного позбавлення волі в таборах суворого режиму і 5-річного заслання. Це покарання Алтунян відбував спочатку у таборах для політичних в'язнів (так звана «36 зона» у селі Кучино Пермської області РРФСР). За активну участь у боротьбі політв'язнів проти місцевої адміністрації він додатково був покараний трьома роками Чистопольської тюрми, а після тюрми потрапив до політтабору у Мордовії (селище Барашево).
У грудні 1986 р. Сахаров, який повернувся до Москви, завимагав звільнення політв'язнів. На початку 1987 року Генріха Алтуняна привезли в Харків і вже 9 березня його було звільнено, хоча сам він так ніколи і не визнавав за собою якусь провину. Слідчі КГБ домагалися від нього прохання про помилування, але Алтунян його не подавав. Незабаром Алтунян знову влаштувався слюсарем підприємства «Кінотехпром». Через відсутність складу злочину у 1990 році обидва вироки Алтуняна були скасовані.
Після створення восени 1989 року Народного Руху України за перебудову Генріх Алтунян став активістом харківського відділення цієї політичної сили. Згодом він став членом Центрального Проводу НРУ, головою Харківської крайової організації НРУ.
Напередодні виборів до Верховної ради УРСР в березні 1990 року виборці 522-го мікрорайону міста Харкова та Товариство української мови імені Тараса Шевченка висунули Генріха Алтуняна кандидатом на посаду Народного депутата України від харківського виборчого округу № 370 («Київський»). У другому турі, який відбувся 18 березня, Генріх Алтунян набрав 46,06 % голосів виборців і представляв інтереси харків'ян у вищому законодавчому органі України до травня 1994 року. У Верховній Раді він входив у опозиційну до радянської влади Народної Ради, був членом фракції «Безпартійні». Крім того Генріх Алтунян працював у двох Комісіях Верховної Ради: Комісії у справах ветеранів, пенсіонерів, інвалідів, репресованих, малозабезпечених і воїнів-інтернаціоналістів та Комісії з питань оборони і державної безпеки. Був заступником голови комісії з помилувань при Президентові України. Багато зробив для прийняття закону України «Про реабілітацію жертв політичних репресій».
У березні 1994 року Генріх Алтунян знову змагався за депутатське крісло, але зазнав поразки у виборній боротьбі, посівши лише п'яте місце з 16-ти кандидатів (3,36 % голосів виборців). Після цього він продовжив свою діяльність на посаді співголови харківського відділення «Меморіалу».
Через невдало проведену операцію в Харкові, влітку 2005 року Генріха Алтуняна було переведено на лікування до військового шпиталю в Ізраїль, однак там врятувати його так і не вдалося: 30 червня 2005 року він помер. Похований у Харкові.